# Onyx ferox
Onyx ferox is een rondwormensoort uit de familie van de Desmodoridae. De wetenschappelijke naam van de soort is voor het eerst geldig gepubliceerd in 1923 door Ditlevsen.